# Freddy Got Fingered
Freddy Got Fingered er en komedie fra 2001 instrueret af Tom Green, der også spiller hovedrollen. Filmen indeholder scener med sketches fra hans tidligere værker som The Tom Green Show og fra filmen Road Trip, som han også selv spillede med i.

## Handling
I filmen spiller Green en 28-årig wannabe-tegneserieskaber ved navn Gord, der forsøger at få en kontrakt for sin egen TV-serie. Gord er også forelsket i en handicappet pige, spillet af Marissa Coughlan, og har en bedste ven spillet af Harland Williams, der har valgt en anden livsstil end Gord ved at tage sig et job i en bank. Et vigtigt underplot i filmen er Gords skænderier med sin far. På et tidspunkt i filmen anklager Gord faren, spillet af Rip Torn, for at have mishandlet dennes 25-årige søn, Freddy, spillet af Eddie Kaye Thomas.

## Medvirkende
- Tom Green – Gord Brody
- Rip Torn – Jim Brody
- Marisa Coughlan – Betty
- Eddie Kaye Thomas – Freddy Brody
- Harland Williams – Darren
- Anthony Michael Hall – Mr. Davidson
- Drew Barrymore – Davidsons receptionist

## Modtagelse
Filmen indeholder meget falde-på-halen-komedie og bliver af mange anset som den mest smagsløse film nogensinde. Den indeholder blandt andet et antal scener med tydelige kropsfunktioner, og i tillæg et antal scener med dyresex.
Biografversionen af filmen er 87 minutter lang og blev forbudt for børn under 18 i USA. Som ekstramateriale på DVD-versionen inkluderede Green en børnevenlig version af filmen, klippet ned til at blive tre minutter lang.

## Kritik
Filmen blev stærkt kritiseret verden over, og mange medier i USA valgte at give filmen nul stjerner. Toronto Star lavede en ny karakter til filmen: »minus en ud af fem stjerner«. 
En kritiker i New York Times gav dog positiv kritik og sammenlignede filmen med performancekunst.
Nogle mener, at filmen significerer den absolutte grænse for hvad grov humor kan opnå. Siden filmens lancering er ingen lignende film (med en mulig undtagelse i Jackass: The Movie) sluppet gennem censuren i USA.
Filmen "vandt" fem priser under den 22. Razzie-Uddeling i 2002, og Green optrådte personligt til uddelingen for at modtage priserne.
| Citat                                                                  | I'd just like to say to all the other nominees in the audience, I don't think that I deserve it anymore than the rest of you. I'd like to say that, I don't think that it would be true though. | Citat |
| Tom Green i takketalen under Golden Raspberry Awards-ceremonien i 2002 | |       |